# Basay (ethnie)
Pour les articles homonymes, voir Basay.

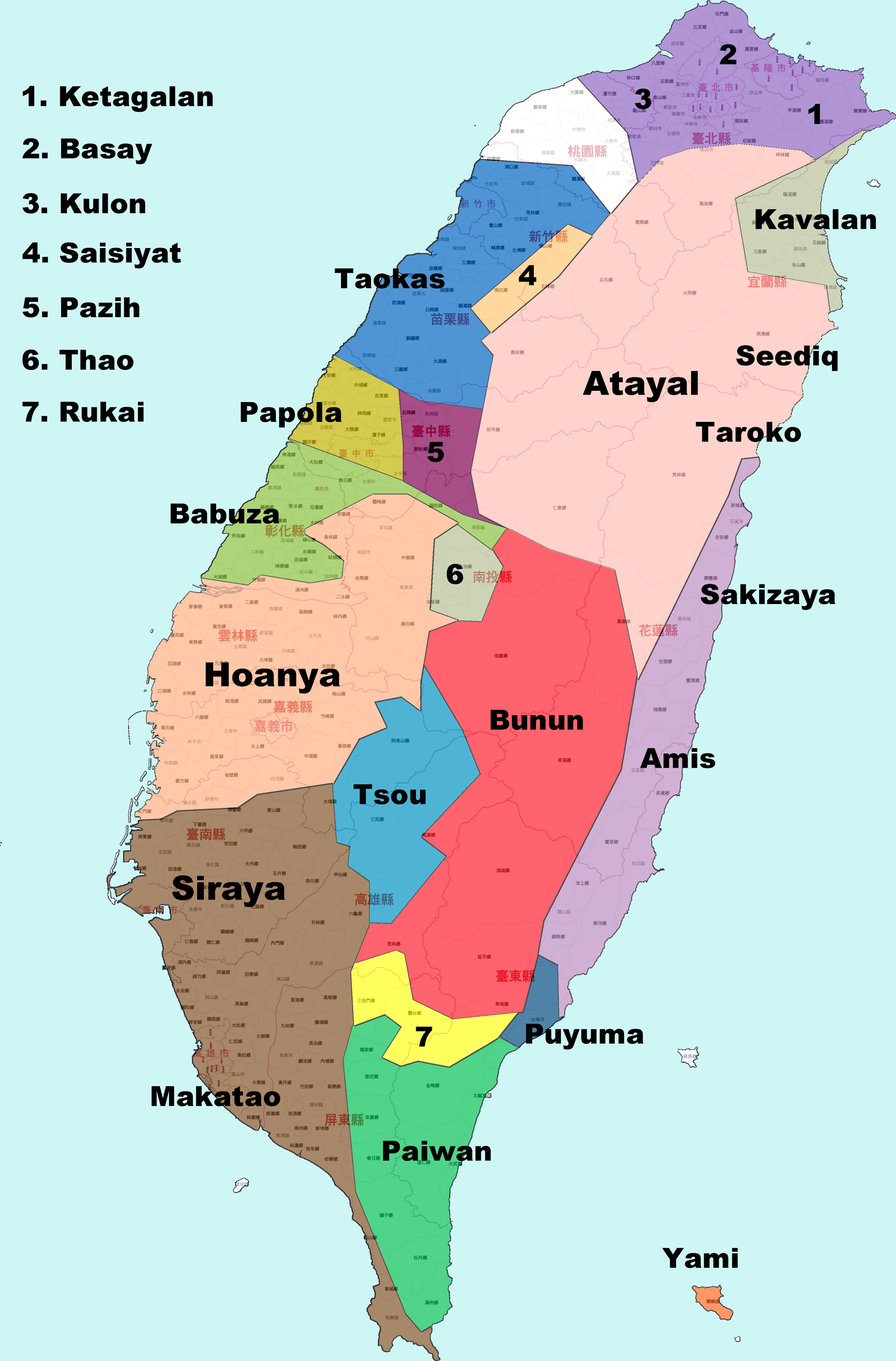
Les Basay se trouvent au nord de l'île.

Les Basay sont l'un des groupes aborigènes de Taïwan, mais ne sont pas reconnus officiellement par la République de Chine.